# Bembrops ocellatus
Bembrops ocellatus is een straalvinnige vissensoort uit de familie van baarszalmen (Percophidae). De wetenschappelijke naam van de soort is voor het eerst geldig gepubliceerd in 1998 door Thompson & Suttkus.
Het holotype werd in 1957 gevangen in de Atlantische Oceaan voor de oostkust van Venezuela (09° 17' N, 59° 19' W, 503 m diep). De soort komt veel voor in de Caraïbische Zee.
De standaardlengte varieert van 93,2 tot 187,5 millimeter.